# بيكسلز (فلم 2015)
بيكسلز (بالإنجليزية: Pixels)، هو فيلم خيال علمي وكوميديا أخرج من طرف كريس كولومبس وكتب السيناريو بواسطة تيم هيلري وتيموثي دولنغ. الفيلم من بطولة آدم ساندلر وكيفن جيمس وميشيل موناغان وبيتر دنكليج وجوش غاد وبراين كوكس وأشلي بينسون وجيني كراكوسكي.
في الفيلم تغزو كائنات فضائية كوكب الأرض على هيئة شخصيات ألعاب فيديو كلاسيكية. لمواجهة الغزو، تقوم الولايات المتحدة بتعيين بطل ألعاب فيديو سابق للدفاع عن الأرض.
صدر بيكسلز في 24 يوليو 2015، وتلقى مراجعات سلبية من معظم النقاد.

## قصة الفيلم
تدور احداث الفيلم حول نزول كائنات من الفضاء كثيرة بخصوص أحد العاب الفيديو التي تنتمى لجيل الثمانينات مما يجعلهم يعتقدون بأن هناك حرب عليهم فيقومون بالهجوم على الأرض باستخدام ألعاب مخصصة للهجوم مما أدى إلى استدعاء ويل كوبل (الرئيس) لصديقه القديم برينز الذي كان يجيد العاب الفيديو وذلك من أجل تكوين فريق من أجل محاربة الكائنات الفضائية وإنقاذ الأرض.

## وصلات خارجية
- الموقع الرسمي
- مقالات تستعمل روابط فنية بلا صلة مع ويكي بيانات

لا توجد روابط لمواقع التواصل الاجتماعي.